# RV & AV Excelsior in het seizoen 1963/64
Het seizoen 1963/1964 was het 10e jaar in het bestaan van de Rotterdamse betaaldvoetbalclub Excelsior. De club kwam uit in de Nederlandse Eerste divisie en eindigde daarin op de negende plaats. Tevens deed de club mee aan het toernooi om de KNVB Beker, hierin werd in de derde ronde verloren van ADO (2–4).

## Wedstrijdstatistieken

### Eerste divisie
|       | BVV   | DWS   | Eindhoven | Elinkwijk | Enschedese Boys | Fortuna | RBC   | SHS   | Sittardia | Telstar | Veendam | Velox | De Volewijckers | VVV   | Willem II |
| ----- | ----- | ----- | --------- | --------- | --------------- | ------- | ----- | ----- | --------- | ------- | ------- | ----- | --------------- | ----- | --------- |
| Thuis | 3 – 0 | 2 – 0 | 4 – 1     | 2 – 3     | 3 – 2           | 3 – 3   | 4 – 1 | 0 – 2 | 1 – 6     | 0 – 0   | 2 – 2   | 0 – 1 | 2 – 2           | 0 – 2 | 3 – 1     |
| Uit   | 1 – 2 | 1 – 3 | 4 – 0     | 2 – 2     | 1 – 1           | 1 – 1   | 1 – 2 | 4 – 1 | 4 – 0     | 2 – 1   | 0 – 1   | 1 – 1 | 1 – 1           | 1 – 1 | 1 – 2     |

### KNVB beker
| 1e ronde                                                         | Excelsior                                    | 3 – 2 (3 – 2) | Haarlem                            |
| 29 september 1963 Plaats: Rotterdam Woudestein                   | Toon Meerman 6', 43' Piet Slui 14'           |               | 5', 16' Jan Bons                   |
| 2e ronde                                                         | DHC                                          | 0 – 1 (0 – 0) | Excelsior                          |
| 26 november 1963 Plaats: Den Haag Sportterrein aan de Schenkkade |                                              |               | 67' Frans van der Burg             |
| 3e ronde                                                         | ADO                                          | 4 – 2 (2 – 1) | Excelsior                          |
| 9 februari 1964 Plaats: Rotterdam Woudestein                     | Lambert Maassen 10', –', –' Mudde 80' (e.d.) |               | 5' János Beke 55' Louis Corpeleijn |

## Statistieken Excelsior 1963/1964

### Eindstand Excelsior in de Nederlandse Eerste divisie 1963 / 1964
| Stand | Gespeeld | Gewonnen | Gelijk | Verloren | Punten | Doelpunten voor | Doelpunten tegen |
| ----- | -------- | -------- | ------ | -------- | ------ | --------------- | ---------------- |
| 9e    | 30       | 11       | 10     | 9        | 32     | 48              | 51               |

### Topscorers
| #                 | Naam               | Goal |
| ----------------- | ------------------ | ---- |
| 1.                | Toon Meerman       | 15   |
| 2.                | Henk Schouten      | 8    |
| 3.                | János Beke         | 7    |
| 4.                | Piet Slui          | 6    |
| 5.                | Frans van den Burg | 4    |
| 5.                | Louis Corpeleijn   | 4    |
| 7.                | Dik de Jonge       | 2    |
| 8.                | Rinus Brand        | 1    |
| Onbekend doelpunt |                    |      |
| –                 | Onbekend           | 1    |
| Totaal            | Totaal             | 48   |

| #      | Naam               | Goal |
| ------ | ------------------ | ---- |
| 1.     | János Beke         | 1    |
| 1.     | Frans van den Burg | 1    |
| 1.     | Louis Corpeleijn   | 1    |
| 1.     | Toon Meerman       | 1    |
| 1.     | Piet Slui          | 1    |
| Totaal | Totaal             | 5    |